# Kozace, Drabiv
Kozace (în ucraineană Козаче) este un sat în comuna Mîtlașivka din raionul Drabiv, regiunea Cerkasî, Ucraina.

## Demografie
Componența lingvistică a localității Kozace
     Ucraineană (100%)
Conform recensământului din 2001, toată populația localității Kozace era vorbitoare de ucraineană (100%).